# Prison de Hamelin
La prison de Hamelin, aussi connu sous le nom de Stockhof, est une prison à Hamelin, en Allemagne. Elle se situe entre la vieille ville et la Weser. Aujourd'hui, un hôtel est installé dans les bâtiments pénitentiaires répertoriés.

## Histoire
Le premier centre de détention, le Stockhof, est construit en 1698. Il abritait des prisonniers condamnés à la construction d'une forteresse. Le nom est basé sur le fait que les prisonniers se trouvaient ici en raison du risque de fuite la nuit avec un bâton.
En raison de la surpopulation, une nouvelle prison est construite en 1713. En 1827, un nouveau bâtiment est construit sur l'ancien site de la forteresse de Hamelin, directement sur la Weser, parfois à partir des vestiges du précédent bâtiment. Il consiste en trois ailes et des dépendances. Il s'agit d'un pénitencier royal, qui devient une prison prussienne en 1866.
Pendant le Troisième Reich, des centaines de prisonniers politiques sont emprisonnés à partir de 1933, en plus des quelque 500 détenus criminels. Il s'agit d'abord principalement de communistes et de sociaux-démocrates, mais aussi des homosexuels et des juifs. En 1935, les murs extérieurs sont surélevés. Pendant la Seconde Guerre mondiale, elle reçoit des prisonniers politiques français et danois, y compris dans le cadre Nuit et brouillard. Selon les statistiques officielles, 305 prisonniers sont morts entre 1939 et 1945, dont 55 au moment de la libération des troupes américaines. À la fin de la guerre, le 5 avril 1945, lors du bombardement de la ville, la SS ordonna l'expulsion de la prison et une marche vers le camp extérieur près d'Eschershausen, qui, pour de nombreux prisonniers, devient une marche à mort le long de l'Ith.
Au lendemain de la Seconde Guerre mondiale, la prison sert de lieu d'exécution par les forces d'occupation britanniques du 13 décembre 1945 jusqu'en 1949. Le bourreau est le Britannique Albert Pierrepoint. 156 personnes sont exécutées au cours de cette période en tant que criminels de guerre.
44 autres personnes sont exécutées pour violation des lois établies par les forces d'occupation. Parmi eux se trouvent 42 anciens travailleurs forcés, en partie d'Europe de l'Est. La dernière exécution à Hameln a lieu le 6 décembre 1949, elle concerne le Polonais Jerzy Andziak (une personne déplacée) pour usage d'armes à feu ayant causé la mort.

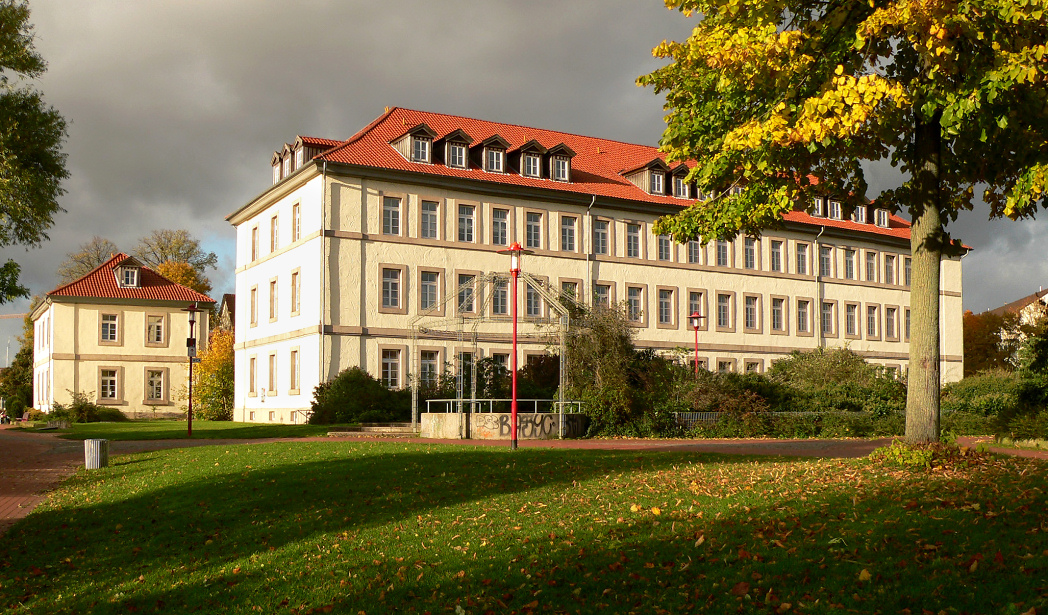
Le bâtiment reconverti en hôtel

En 1955, la prison de Hamelin est fermée et les détenus sont transférés à la prison de Celle. Le 1er octobre 1958, la prison devient un centre de détention pour mineurs. Ces derniers sont transférés en 1980 dans le nouvel établissement pénitentiaire pour mineurs de Hamelin.
En 1986, les cellules, les ailes est et ouest sont démolies. Les parties restantes sont converties en un hôtel ouvert en août 1993.

## Prisonniers célèbres

### Pendant le Troisième Reich
- Emil Carlebach, juif et syndicaliste
- Arthur Gerlt, résistant
- Wilhelm Hahn junior, social-démocrate et résistant
- Walter Krämer, communiste
- Friedrich Lohmeyer, social-démocrate et résistant
- Wilhelm Müller, communiste
- Karl Schinke, social-démocrate
- Peter Schneider, social-démocrate
- Ernst Wesemann, social-démocrate

### Pendant l'occupation britannique
- Juana Bormann, gardienne de camp de concentration
- Irma Grese, gardienne de camp de concentration
- Franz Hössler, SS-Obersturmführer et Schutzhaftlagerführer
- Gustav Alfred Jepsen, SS-Obersturmbannführer
- Fritz Klein, médecin de camp de concentration
- Fritz Knöchlein, SS-Obersturmführer
- Hans Körbel, médecin SS et du travail à Volkswagen
- Josef Kramer, commandant de camp de concentration
- Günther Kuhl, SS-Obersturmbannführer
- Max Pauly, commandant de camp de concentration
- Rolf Rosenthal, médecin SS
- Karl Eberhard Schöngarth, SS-Brigadeführer
- Bernhard Siebken, SS-Obersturmbannführer
- Bruno Tesch, chimiste
- Anton Thumann, SS-Obersturmführer
- Elisabeth Volkenrath, gardienne de camp de concentration
- Dorothea Binz, gardienne de camp de concentration